# Mörttjärnen (Tuna socken, Medelpad)
Mörttjärnen är en sjö i Sundsvalls kommun i Medelpad och ingår i Ljungans huvudavrinningsområde. Sjön har en area på 0,0592 kvadratkilometer och ligger 150,3 meter över havet.

## Delavrinningsområde
Mörttjärnen ingår i det delavrinningsområde (692357-155429) som SMHI kallar för Utloppet av Specksjön. Medelhöjden är 256 meter över havet och ytan är 7,51 kvadratkilometer. Räknas de 10 avrinningsområdena uppströms in blir den ackumulerade arean 63,53 kvadratkilometer. Svartån som avvattnar avrinningsområdet har biflödesordning 3, vilket innebär att vattnet flödar genom totalt 3 vattendrag innan det når havet efter 45 kilometer. Avrinningsområdet består mestadels av skog (90 procent). Avrinningsområdet har 0,22 kvadratkilometer vattenytor vilket ger det en sjöprocent på 2,9 procent.